# Rali Olympus
Rali Olympus é um evento de rali disputado nos Estados Unidos desde 1973, foi uma das etapas do Campeonato Mundial de Rali (WRC) entre 1986 e 1988.

## História
Rali Olympus, era um rali que decorria no estado de Washington nos Estados Unidos, em 1985, 1986, 1987 e 1988. Era patrocinado pela Toyota nos primeiros três anos, estes quatro eventos representaram o último esforço bem sucedido para promover o rali nos Estados Unidos.
Em 1985 o Olympus World Championship Prototype foi ganho por Hannu Mikkola e Arne Hertz, num Audi Quattro S1.
Markku Alen ganhou em 1986, levando o seu Lancia Delta S4 e o co-piloto Ilkka Kivimäki à vitória.
Em 1987, chegaram ao rali um número interessante de equipas internacionais, tais como Nissan, Toyota e Suzuki. Juha Kankkunen ganhou na geral, bem como os Lancia Delta HF 4WD dominaram o pódio.
Massimo Biasion ganhou o quarto e final evento em 1988 – era a sua 4ª temporada com a Lancia, que caminhava para o ser o primeiro italiano a ser campeão do mundo.
Em 2006 o Rali Olympus fez parte do Campeonato de Rali dos Estados Unidos. E desde 2007 é uma das etapas do Rally America.

## Vencedores
| Ano  | Piloto         | Co-piloto       | Carro                  |
| ---- | -------------- | --------------- | ---------------------- |
| 1985 | Hannu Mikkola  | Arne Hertz      | Audi Sport Quattro S1  |
| 1986 | Markku Alén    | Ilkka Kivimäki  | Lancia Delta S4        |
| 1987 | Juha Kankkunen | Juha Piironen   | Lancia Delta HF 4WD    |
| 1988 | Miki Biasion   | Tiziano Siviero | Lancia Delta Integrale |